# Partij voor Mens en Spirit
De Partij voor Mens en Spirit (MenS, van 2019 tot 2020 Partij voor Mens en Samenleving en vanaf 2020 Partij De Nieuwe Mens) was een Nederlandse politieke partij die bestond van 2008 tot 2024. MenS baseerde zich op brede modern-spirituele grondslagen.

## Geschiedenis
De Partij voor Mens en Spirit werd opgericht op 11 maart 2008. Oprichter en eerste partijvoorzitter was de astrologe Lea Manders. Zij was sinds 1998 namens de lokale partij Zuid Centraal lid van de gemeenteraad van Arnhem. De partij deed aan verschillende verkiezingen mee, soms in samenwerking met andere kleine partijen, maar haalde nooit een zetel. Het beste resultaat dat de partij heeft behaald is 1,8% bij de waterschapsverkiezingen in het hoogheemraadschap Hollands Noorderkwartier in 2015.
In 2019 veranderde MenS haar naam in Partij voor Mens en Samenleving. In 2020 werd de naam van de politieke partij veranderd naar Partij De Nieuwe Mens, omdat volgens de partij de wereld na de coronapandemie anders zou zijn en een nieuw perspectief nodig zou hebben.
Op de algemene ledenvergadering van 27 februari 2024 is besloten de partij op te heffen.

## Verkiezingsuitslagen

### Tweede Kamer
| Jaar | Lijsttrekker     | Kandidatenlijst | Stemmen | %     | Naam                                       |
| ---- | ---------------- | --------------- | ------- | ----- | ------------------------------------------ |
| 2010 | Lea Manders      | Kandidatenlijst | 26.196  | 0,28% | Partij voor Mens en Spirit (MenS)          |
| 2012 | Lea Manders      | Kandidatenlijst | 18.310  | 0,19% | Partij voor Mens en Spirit (MenS)          |
| 2017 | Tara-Joëlle Fonk | Kandidatenlijst | 726     | 0,01% | MenS en Spirit / Basisinkomen Partij / V-R |

### Provinciale Staten
| Jaar | Provincie  | Stemmen | %     |
| ---- | ---------- | ------- | ----- |
| 2011 | Gelderland | 2.681   | 0,30% |
| 2015 | Gelderland | 2.481   | 0,32% |
| 2015 | Groningen  | 828     | 0,34% |

### Gemeenteraad
| Jaar | Gemeente  | Stemmen | %     | Opmerking                         |
| ---- | --------- | ------- | ----- | --------------------------------- |
| 2010 | Eindhoven | 852     | 1,16% |                                   |
| 2010 | Amsterdam | 1.009   | 0,33% |                                   |
| 2014 | Alkmaar   | 366     | 1,01% | Samen met de Basisinkomen Partij. |

### Waterschappen
| Jaar | Waterschap               | Stemmen | %     |
| ---- | ------------------------ | ------- | ----- |
| 2015 | Noorderzijlvest          | 2.135   | 1,57% |
| 2015 | Hollands Noorderkwartier | 6.762   | 1,80% |
| 2015 | Rijnland                 | 4.899   | 1,11% |
| 2015 | Amstel, Gooi en Vecht    | 4.929   | 1,23% |